# Ken McIntyre (musicista)
Ken McIntyre (Boston, 7 settembre 1931 – New York City, 13 giugno 2001) è stato un musicista statunitense noto anche come Makanda Ken McIntyre; oltre al suo strumento principale, il sassofono contralto, suonò anche flauto, il clarinetto basso, l'oboe, il fagotto, il contrabbasso, la batteria e il pianoforte, oltre a molti altri strumenti a fiato.

## Biografia
McIntyre iniziò a suonare la tromba quando aveva otto anni per poi passare al pianoforte; da adolescente scoprì la musica di Charlie Parker e iniziò a suonare il sassofono a diciannove anni, poi il clarinetto e il flauto due anni dopo. Nel 1953 prestò servizio nell'esercito e suonò il sassofono e il pianoforte in Giappone. Dopo aver prestato servizio per due anni nell'esercito americano, frequentò il Conservatorio di Boston dove studiò con Gigi Gryce, Charlie Mariano e Andy McGhee. Nel 1958 conseguì la laurea in flauto e composizione e l'anno successivo ottenne un master in composizione. Prese anche un dottorato ( Ed.D.) all'Università del Massachusetts nel 1975. Nel 1960 registrò come leader con Eric Dolphy. A partire dall'anno successivo, e per i successivi sei anni, insegnò musica nelle scuole pubbliche. Prese lezioni di oboe a New York prima di suonare con Bill Dixon, Jaki Byard e la Jazz Composer's Orchestra. Poi trascorse tre anni con il pianista Cecil Taylor. Durante gli anni '70 registrò con Nat Adderley e Beaver Harris e negli anni '80 con Craig Harris e Charlie Haden.  Nel 1971, fondò il primo programma di musica afroamericana in America presso lo State University of New York College di Old Westbury, insegnando per 24 anni. Ha anche insegnato alla Wesleyan University, allo Smith College, alla Central State University, alla Fordham University e alla New School for Jazz and Contemporary Music .
Nei primi anni '90 cambiò il suo nome in Makanda Ken McIntyre. Mentre si esibiva in Zimbabwe, uno sconosciuto gli porse un pezzo di carta con la parola "Makanda" scritta sopra; la parola significa "molte pelli" nella lingua Ndebele e "molte teste" in Shona.
McIntyre morì di infarto a New York City, all'età di 69 anni, il 13 giugno 2001.

## Discografia

### Album in studio
- 1961 - Looking Ahead, con Eric Dolphy
- 1961 - Stone Blues
- 1962 - Year of the Iron Sheep
- 1963  - 'Way, 'Way Out
- 1974 - Hindsight
- 1975 - Home
- Open Horizon (SteepleChase, 1975)
- Introducing the Vibrations (SteepleChase, 1977)
- Chasing the Sun (SteepleChase, 1979)
- Tribute (Serene, 1991)
- 1999 - A New Beginning
- 2004 - In the Wind: The Woodwind Quartets (Passin' Thru, 2004) registrato nel 1995 e nel 1996

### Album live
- 1981 - Live at Nyon (Beaver Harris 360° Music Experience con Grachan Moncur, Ken McIntyre, Ron Burton e Cameron Brown)